# Rovnocapnia ambita
Rovnocapnia ambita — викопний вид веснянок з роду Rovnocapnia (родина Capniidae). Виявлений в еоценовому рівненському бурштині (Україна, близько 40 млн років).

## Опис
Дрібні веснянки, довжина менше 1 см. Від близьких родів відрізняються вкороченими багаточлениковими, конусоподібними церками. Епіпрокт загнутий на спинну сторону черевця, з трикутною вершиною, тергіти черевця без виростів. 3-членикові церки вкорочені.
Вид Rovnocapnia ambita вперше описаний у 2009 році російським ентомологом Ніною Дмитрівною Синиченковою [Архівовано 12 травня 2014 у Wayback Machine.] (Лабораторія артропод, ПІН РАН, Москва) разом з викопними видами Rovnocapnia atra Sinitshenkova, 2009, Palaeoleuctra acuta Sinitshenkova, 2009. Види Rovnocapnia ambita та Rovnocapnia atra Sinitshenkova, 2009 утворюють рід Rovnocapnia Sinitshenkova, 2009. Видова назва R. ambita походить від латинського слова ambita (контурний), а родова Rovnocapnia — від назви міста Рівне і роду Capnia.